# Fältpost i Sverige

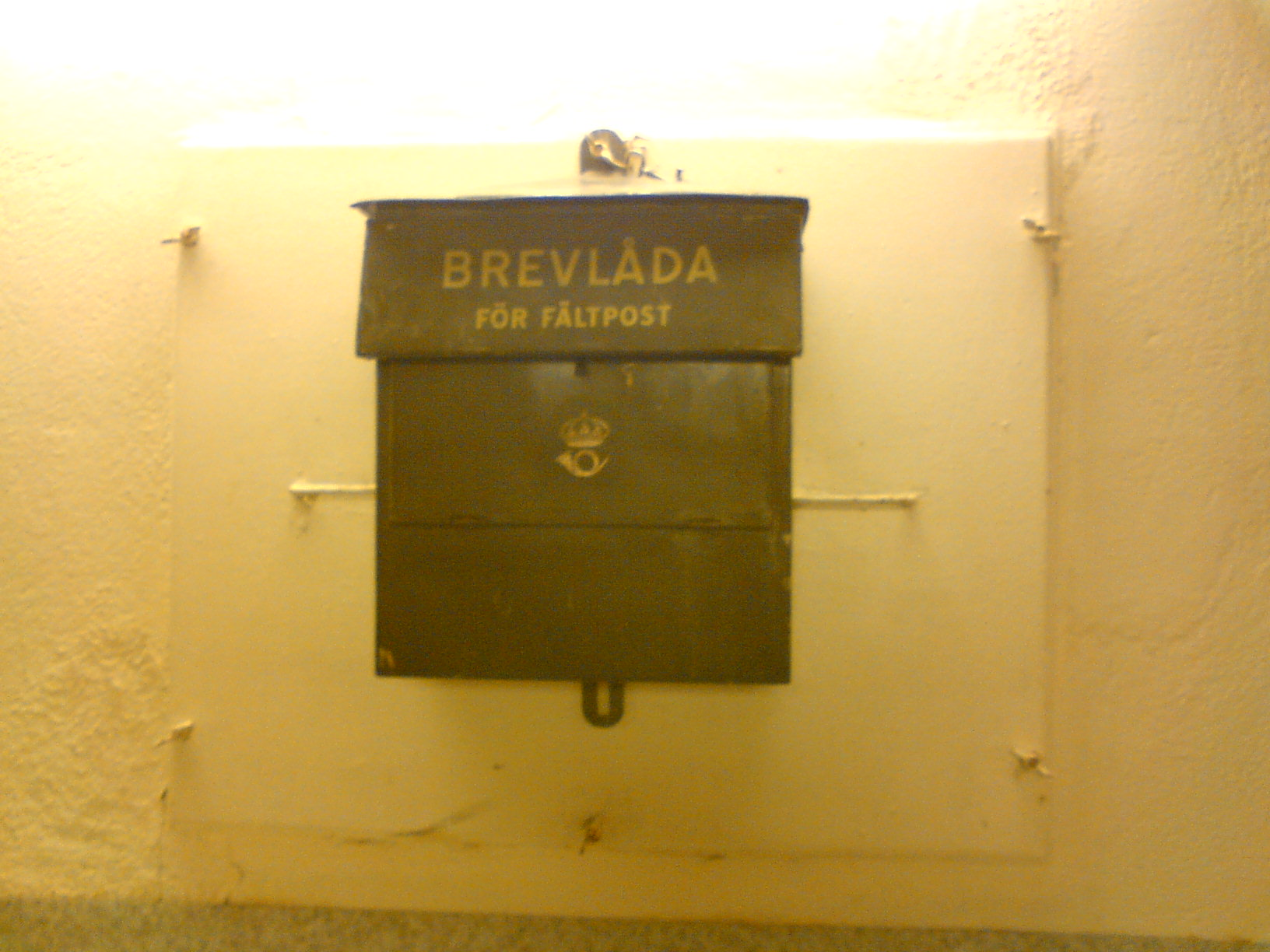
Svensk brevlåda för fältpost

Fältpost var det svenska totalförsvarets postdistribution i krig. Fältpost kunde tidigare även organiseras av Posten vid större förbandsövningar och följde då samma planer som gällde vid mobilisering och krig. Fältpostverksamheten upphörde 2008.
Fältposten i fredstid kallades för militärpost. Fältposten räknade sitt grundande i den postgångsorganisation som infördes  1628 av Axel Oxenstierna under polska kriget. Särskilda svenska postkontor, varav ett bl.a. upprättades i Leipzig, fick stor betydelse, inte bara för manskapet utan även för underrättelseverksamheten. Formell fältpost organiserades under 1800-talet och den första fältpoststämpeln kom 1871. Post till fältförband sorteras vid s.k. fältpostcentraler som är särskilda sorteringskontor skilda från de vanliga postkontoren. Istället för att skriva ut krigsförbandets fullständiga adress, vilket skulle kunna röja dess identitet (och exakta position) skall brev och försändelser adresseras till särskilda fältpostnummer. Dessa är fyrsiffriga i fred och femsiffriga i krig.
1908 fick Försvarsmaktens personal sig tilldelat tjänstefrimärken eller tjänstebrevkort då fältpost fanns organiserad. Från 1914 fanns särskilda militärbrev och militärpostkort. Från 1916 kunde även dessa särskilda försändelser användas av de inkallades anhöriga. Sedan 1929 finns i fältpostkuvertet ett särskilt svarsmärke inkluderat vilket de anhöriga kan använda vid korrespondens. Ett svarsmärke gäller då för en vikt om högst 500 g.

## Exempel på adressering
/Personnummer/

/Namn/

FÄLTPOST 99-1234(5)